# Arthroleptis brevipes
Arthroleptis brevipes är en groddjursart som beskrevs av Ahl 1924. Arthroleptis brevipes ingår i släktet Arthroleptis och familjen Arthroleptidae. IUCN kategoriserar arten globalt som otillräckligt studerad. Inga underarter finns listade i Catalogue of Life.